# تريس (السبرة)

تعديل مصدري - تعديل

تريس محلة تابعة لقرية وادي الصراح، التابعة لعزلة الاخلود بمديرية السبرة إحدى مديريات محافظة إب في الجمهورية اليمنية.، بلغ تعداد سكانها 87 حسب تعداد اليمن لعام 2004.